# Нападение на Арубу
Нападение на Арубу — часть плана стран «оси» во время Второй мировой войны по атаке и выведению из строя нефтяных объектов союзников. Часть немецких вооружённых сил совершили 16 февраля 1942 года рейд на остров Аруба, в то время как остальные силы, патрулируя зону поступления нефтяных поставок, потопили и повредили танкеры. В те времена на острове базировались два крупнейших нефтеперерабатывающих завода в мире — «Arend Petroleum Maatschappij» (гавань Ораньестада) и «Lago Oil and Transport Company» (гавань Синт-Николас). Вследствие нарушения поставок сырья нефтеперерабатывающий процесс был нарушен, что повлекло за собой прекращение производства топлива для союзников.

## Предыстория
На подконтрольном Нидерландам острове Аруба располагались два крупнейших в мире нефтеперерабатывающих завода. Нефтеперерабатывающий завод «Lago Oil and Transport Company» был построен в бухте Синт-Николас в 1925 году. Производство авиационного топлива было увеличено для снабжения британских вооружённых сил, поскольку на то время США в войну ещё не вступили. Это были большие и стратегически важные объекты военной промышленности.
Первые случаи патрулирования южной части Карибского бассейна немецкими подводными лодками, с целью нападения на конвои союзников и подрыв нефтяных операций, относятся к началу 1942 года. 13 февраля 1942 года Вернер Хартенштайн, капитан 3-го ранга подводной лодки U-156, вошёл в воды Арубы с юго-запада. Целью миссии была рекогносцировка местности перед атакой на заводы и нефтяные танкеры союзников. Задачей подводной лодки U-156 под командованием Хартенштайна была атака на нефтеперерабатывающий завод, а шести остальных подводных лодок (U-502, U-67, U-129, U-161, а также двух итальянских подводных лодок) — на нефтяные танкеры.

## Нападение
После длительной рекогносцировки 16 января 1942 года подводная лодка U-156 вышла на боевую дистанцию около нефтеперерабатывающего завода, где на рейде стояли два танкера компании «Lago Oil and Transport Company» — «SS Pedernales» и «Oranjestad». В 01:31 подводная лодка всплыла и с дистанции 1,5 км нанесла удары. Выпущенная торпеда поразила «SS Pedernales», который, будучи гружённым сырой нефтью, загорелся, при этом восемь из двадцати шести членов экипажа были убиты, а капитан Герберт Макколл (Herbert McCall) был ранен. После этого «Oranjestad» предпринял попытку поднять якорь и покинуть этот район, но в это время был торпедирован. Судно также загорелось и спустя час пошло ко дну. Пятнадцать из двадцати двух членов экипажа погибли. В это время несколько голландских матросов предприняли попытку спасти выживших моряков, поскольку воспламенившиеся масло и сырая нефть при торпедной атаке создали дополнительную угрозу для жизни.
В 03:13 U-156 напала на танкер SS Arkansas (владелец Texaco), который стоял на рейде около Игл-Бич рядом с очистительным заводом Arend/Eagle. Благодаря тому, что только одна из выпущенных торпед достигла цели, повреждения танкера были незначительными и не привели к жертвам. Командующий Хартенштайн отдал приказ двигаться далее, вдоль Арубы и приготовить команду для ведения огня из палубного оружия. Целью стала нефтяная цистерна на берегу, которая была в зоне видимости подводной лодки. Команда допустила ошибку в приготовлении 105 мм оружия к бою, забыв снять водную заглушку ствола, что привело к выходу из строя пушки при стрельбе. При этом инциденте пострадали два стрелка, два офицера, одному из которых оторвало ступню. Один из них в течение часа погиб. Командир подводной лодки Хартенштайн отдал приказ приготовить 37 мм зенитное оружие для продолжения выполнения задачи.
Всего было осуществлено шестнадцать выстрелов из 37 мм орудия, но впоследствии союзники обнаружили лишь незначительную вмятину в цистерне и отверстие в находящемся неподалёку доме. Хартенштайн отдал приказ о прекращении огня и смене курса на противоположную сторону острова. При этом переходе подводная лодка U-156 была обнаружена и атакована морскими патрульными самолётами Вооружённых сил Нидерландов, которые вылетели с аэродрома Ораньестада. Несмотря на сброс противолодочных бомб, U-156 продолжила движение в направлении гавани Ораньестад, не получив урона.

## Последствия
После нападения на остров силы Оси взяли курс на остров Мартиника, где пострадавшим во время похода была оказана помощь. Итог операции: затопление четырёх кораблей, общей вместимостью 14 149 тыс. тонн. Корабли союзников Pedernales, Arkansas не были потоплены, несмотря на повреждения. После ремонта они вновь использовались для транспортировки грузов. 17 февраля 1942 года во время осмотра невзорвавшейся 18-дюймовой торпеды с подводной лодки U-156 около Игл-Бич четверо военных погибли при её детонации. В общей сложности около 47 союзных моряков были убиты и несколько ранены. Военные США, при одобрении правительства Нидерландов, отправили большой контингент для охраны острова и нефтеперерабатывающих заводов. Это была единственная атака членами «оси» острова Аруба за время Второй Мировой войны.
До февраля 1942 года нефтеперерабатывающие заводы на острове работали с мощностью в 500 000 баррелей нефти в день, а после атаки — в 115 000 баррелей в день.